# Evangelisch-Lutherse Kerk in Noord-Duitsland
De Evangelisch-Lutherse Kerk in Noord-Duitsland (Duits: Evangelisch-Lutherische Kirche in Norddeutschland of kortweg Nordkirche) is een landskerk (Landeskirche) van de Evangelische Kerk in Duitsland (EKD). Het kerkverband werd op 27 mei 2012, pinksterzondag, opgericht door het samengaan van
de Noordelbische Evangelisch-Lutherse Kerk (NEK),
de Evangelisch-Lutherse Landskerk van Mecklenburg (ELLM) en
de Pommerse Evangelische Kerk (PEK).
Het grondgebied van de Evangelisch-Lutherse Kerk in Noord-Duitsland omvat de deelstaten Sleeswijk-Holstein, Hamburg en Mecklenburg-Voorpommeren.